# Óscar Romero (fotbollsspelare)
Óscar David Romero Villamayor, född 4 juli 1992, är en paraguayansk fotbollsspelare som spelar för San Lorenzo. Hans tvillingbror, Ángel Romero, är också en fotbollsspelare.

## Landslagskarriär
Romero debuterade för Paraguays landslag den 14 augusti 2013 i en 3–3-match mot Tyskland, där han blev inbytt i den 62:a minuten mot Wilson Pittoni.